# 吴昱恒
吴昱恒（1883年—1963年），字作铭，别号笑予，男，湖北英山人，中华人民共和国政治人物。曾任中央人民政府法制委员会委员、最高人民法院委员。

## 生平
1954年，当选第一届全国人民代表大会代表。
1963年6月3日晚9时05分在北京逝世，享年80岁。